# Philodromus victor
Philodromus victor är en spindelart som beskrevs av Roger de Lessert 1943. Philodromus victor ingår i släktet Philodromus och familjen snabblöparspindlar.
Artens utbredningsområde är Kongo. Inga underarter finns listade i Catalogue of Life.